# Lesmo
Lesmo – miejscowość i gmina we Włoszech, w regionie Lombardia, w prowincji Monza i Brianza.
Według danych na rok 2004 gminę zamieszkiwały 6442 osoby, 1288,4 os./km².